# Eupithecia drupisaria
Eupithecia drupisaria är en fjärilsart som beskrevs av Petersen 1909. Eupithecia drupisaria ingår i släktet Eupithecia och familjen mätare. Inga underarter finns listade i Catalogue of Life.